# Mitridat III. od Iberije
Mitridat III. od Iberije (gruz. მირდატ III), iz dinastije Hozroida, bio je kralj Iberije (Kartlija, istočna Gruzija) od 365. do 380. godine (kao su-vladar od 370. do 378.)
Mitridat III. je naslijedio svog oca Varaz-Bakura I., prema rimskom povjesničaru Amijanu Marcelinu poznatog kao Aspagur. Aspagura je kao kralja postavio Šapur II., sasanidski vladar Irana na mjestu njegovog nećaka Saurmaga II. Mitridat je nepoznat Amijanu koji ga i dalje naziva Aspagurom (Amijan, 27.12; 30.2).
Oko 370. godine iranska intervencija u Iberiji izazvala je rimski odgovor, a Amijan izvještava o ekspediciji koju je car Valens poslao kako bi ponovo postavio Saurmaga na prijestolje Iberije. Kad su rimske legije stigle do rijeke Kure, njihov zapovjednik Terencije i Saurmag su sklopili dogovor s Aspagurom da kraljevstvo podijele na dva dijela, uz rijeku. Postojale su naznake da je Aspagur razmišljao o prebjegu u Rim, ali se bojao za život svog sina Vitre, koji je do tada bio talac na sasanidskom dvoru. Dopušteno mu je zadržati kontrolu nad sjeveroistočnom Iberijom, dok je Saurmag uspostavljen na jugozapadu. Ova se situacija ogleda u priči Leontija Mrovelija o prebjegu ljudi iz Klardžetije (na jugozapadu Iberije) Rimljanima.
Nakon rimskog poraza kod Drinopolja, Saurmag je vjerojatno svrgnut 378. godine i Aspagur je vjerojatno vratio cijelo kraljevstvo pod svoju kontrolu.